# Teorema di Birkhoff-Kellogg
In matematica, il teorema di Birkhoff-Kellogg, il cui nome è dovuto a George David Birkhoff e Oliver Dimon Kellogg, è una generalizzazione del teorema del punto fisso di Brouwer. Stabilisce che se {\displaystyle U} è un intorno aperto e limitato di {\displaystyle \mathbf {0} } in uno spazio normato di dimensione infinita {\displaystyle V}, e se {\displaystyle f:\partial U\to V} è una funzione compatta che soddisfa:
{\displaystyle \|f(\mathbf {x} )\|\geq \alpha \qquad \forall \mathbf {x} \in \partial U}
per qualche {\displaystyle \alpha >0}, allora {\displaystyle f} ha una direzione invariante, ovvero esistono un vettore {\displaystyle \mathbf {x} _{0}} e una costante {\displaystyle \lambda } tali per cui:
{\displaystyle \mathbf {x} _{0}=\lambda f(\mathbf {x} _{0})}
Il teorema è stato generalizzato da Schauder e Leray; entrambi i risultati trovano applicazione nell'ambito delle equazioni alle derivate parziali.